# Kanzel (Tödtenried)

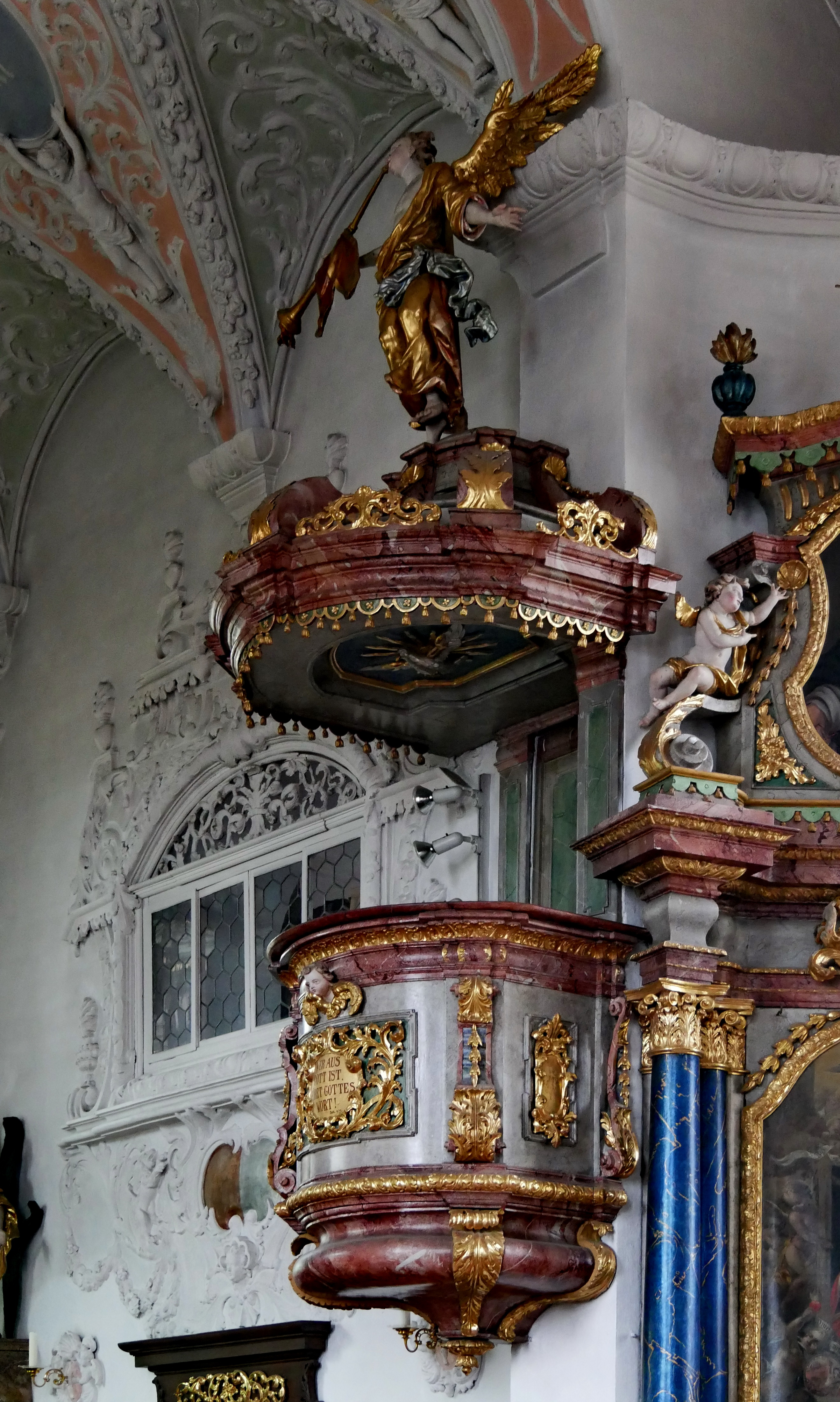
Kanzel in Tödtenried

Die Kanzel in der katholischen Pfarrkirche St. Katharina in Tödtenried, einem Gemeindeteil von Sielenbach im Landkreis Aichach-Friedberg im bayerischen Regierungsbezirk Schwaben, wurde um 1725 geschaffen. Die Kanzel ist ein Teil der als Baudenkmal geschützten Kirchenausstattung.
Die hölzerne Kanzel im Stil des Barocks ist am Kanzelkorb mit Voluten und Rankenwerk geschmückt. In einem Rahmen ist die Inschrift zu lesen: „Wer aus Gott ist, höret Gottes Wort!“
Auf dem runden Schalldeckel mit Gesims thront ein Posaunenengel, an der Unterseite ist eine Heiliggeisttaube zu sehen.